# Ambrosio Rocha
Amaury Ambrosio da Costa e Rocha (ur. 7 stycznia 1923 w Niterói, zm. 31 lipca 1999 w Rio de Janeiro) – brazylijski strzelec, olimpijczyk.
Brał udział w igrzyskach olimpijskich w 1960 roku (Rzym), gdzie wystąpił w dwóch konkurencjach. Wyższe, 42. miejsce zajął w konkurencji pistoletu szybkostrzelnego z odległości 25 metrów. W pistolecie dowolnym z 50 metrów, zajął 50. pozycji.

## Wyniki olimpijskie
| Igrzyska | Konkurencja                   | Wynik | Miejsce | Źródło |
| -------- | ----------------------------- | --- | ------- | ------ |
| IO 1960  | Pistolet szybkostrzelny, 25 m | 556 punktów (282-274)                                                                                       | 42      | [ 1 ]  |
| IO 1960  | Pistolet dowolny, 50 m        | Kwalifikacje (awansował do części finałowej) 336 punktów (80-83-86-87) Finał 503 punkty (86-80-89-83-80-85) | 50      | [ 2 ]  |